# Полохов Віктор Іванович
Віктор Іванович Полохов (28 грудня 1947–1997) — радянський футболіст, який виступав на позиції як захисника, так і півзахисника і нападника. Відомий насамперед за виступами у складі донецького «Шахтаря» у вищій радянській лізі.

## Клубна кар'єра
Віктор Полохов розпочав виступи на футбольних полях у 1967 році в команді класу «Б» «Авангард» з Макіївки, і вже протягом сезону отримав запрошення до команди вищої радянської ліги «Шахтар» з Донецька. У 1967 році він виступав виключно за дублюючий склад команди, а наступного року провів 4 матчі вже в основному складі команди в чемпіонаті, зіграв також 2 матчі в Кубку СРСР. У 1969 році призваний до армії, військову службу проходив у команді СКА (Київ), яка в 1969 році грала в другій групі класу «А», а в 1970 році в новосформованій першій лізі. У 1971 році повернувся до складу «Шахтаря», проте в основний склад команди не проходив, зігравши лише 1 матч у чемпіонаті, тому вже на початку сезону перейшов до складу команди другої ліги «Металург» із Жданова, де відразу ж став кращим бомбардиром, відзначившись 13 забитими м'ячами. Наступного року футболіст 16 разів відзначився забитими м'ячами у ворота суперників. У 1974 році Віктор Полохов отримав запрошення до клубу першої ліги «Таврія» з Сімферополя, проте грав у команді лише один сезон, під час якого часто порушував спортивний режим, і по закінченні сезону покинув сімферопольську команду. Наступний сезон Полохов провів у команді зі Жданова, яка на той час мала назву «Локомотив», але після 5 проведених матчів завершив виступи на футбольних полях. Помер Віктор Полохов у 1997 році.